# راسيل جاي دونيلي
راسيل جاي دونيلي (بالإنجليزية: Russell J. Donnelly)‏ هو فيزيائي أمريكي، ولد في 16 أبريل 1930 في هاميلتون في كندا، وتوفي في 13 يونيو 2015 في يوجين في الولايات المتحدة.